# Landricourt (Marna)
Landricourt è un comune francese di 151 abitanti situato nel dipartimento della Marna nella regione del Grand Est.

## Società

### Evoluzione demografica
Abitanti censiti